# Sulcarius cephalotes
Sulcarius cephalotes är en stekelart som beskrevs av Henry Keith Townes, Jr. 1983. Sulcarius cephalotes ingår i släktet Sulcarius och familjen brokparasitsteklar. Inga underarter finns listade i Catalogue of Life.